# Boeung Ket Football Club
Maillots
Actualités
Le Boeung Ket Rubber Field Football Club (en khmer : ក្លិបបាល់ទាត់បឹងកេត), plus couramment abrégé en Boeung Ket Rubber Field, est un club cambodgien de football basé à Phnom Penh, la capitale du pays.
Le club évolue actuellement dans la C-League.

## Historique
- 2012 : Premier titre de champion du Cambodge
- 2013 : Première participation à la Coupe du président de l'AFC

## Palmarès
| Compétitions nationales | Compétitions internationales                            |
| --- | ------------------------------------------------------- |
| - Championnat du Cambodge (4) : - Vainqueur : 2012, 2016, 2017, 2020. - Coupe du Cambodge (1) : - Vainqueur : 2019. - Supercoupe du Cambodge (1) : - Vainqueur : 2017. | - Championnat du Mékong des clubs : - Finaliste : 2015. |

## Personnalités du club

### Présidents du club
- Be Makara

### Entraîneurs du club
- John McGlynn
- Keo Kosal

### Joueurs du club
- Antoine Lemarié